# Institut de mathématiques appliquées
Pour les articles homonymes, voir IMA.
L’Institut de Mathématiques Appliquées (IMA) est une école française appartenant à l’Université catholique de l’ouest à Angers. 
Créé en 1970, l’IMA forme des étudiants (de niveau licence ou master) en mathématiques appliquées, dans les domaines de l’informatique, de la recherche opérationnelle et des statistiques notamment.

## Formation
L’IMA offre une licence mathématiques et informatique avec deux choix de parcours :
- Mathématiques Appliquées à l'Entreprise (MAE)
  - Option statistique (anciennement SOI :Statistiques Optimisation Informatique)
  - Option Informatique (anciennement IAM : Informatique Appliqué aux Mathématiques)
- Métiers de l'Enseignement (MdE)
  - Option Collège-Lycée (anciennement MEM : Mathématiques et Enseignement de Mathématiques)
  - Option Ecole (anciennement SE : Science de l'Education)

Le second parcours faisait autrefois partie du département des mathématiques pures (DMP) et sont encore aujourd'hui considérés, au sein de la communauté étudiante, comme tel.
Elle offre aussi une année de remise à niveau scientifique, une licence professionnelle en logistique et deux choix de master :
- Master Mathématiques et Informatique Appliqués à l’Actuariat (Mathématiques de l’assurance, Mathématiques financières) ;
- Master Mathématiques et Informatique Appliqués à la Logistique (recherche opérationnelle, Supply chain management, informatique).

L’IMA peut décerner deux diplômes au bout des cinq ans : un Master d’état et un Diplôme universitaire IMA, diplôme qui n'est plus de niveau I depuis 2012.

## Associations
De nombreuses associations aident et animent la vie étudiante de l’institut parmi lesquelles :
- BDE IMA (bureau des étudiants organisant de nombreuses manifestations : soirées, rallye…)  ;
- Exprima (journal de l’IMA) :
- Grand Jeu IMA (www.grand-jeu-ima.fr/) (organisation annuel d’un grand jeu pour les lycéens ayant pour thème les problèmes mathématiques) ;
- AAEIMA (association des anciens étudiants de l’IMA) ;

Autres associations non présentes depuis 2010 :
- Fatima (Fabuleuse Association Théâtrale de l’IMA) ;
- Optima (association permettant de créer des liens entre les étudiants et les entreprises), remplacée depuis 2017 par la Junior Entreprise de l'UCO ;
- CGI-IMA (association informatique) ;

## Personnalités
- Grégory Questel (1974-), comédien
- Éric Pinson, chercheur, professeur français, reconnu en domaine recherche opérationnelle, Vice-doyen recherche à la faculté des sciences de l'université catholique d'Angers.